# Puiseux-en-France
 Puiseux-en-France  es una población y comuna francesa, en la región de Isla de Francia, departamento de Valle del Oise, en el distrito de Sarcelles y cantón de Luzarches.

## Demografía
| 921 | 1020 | 2966 | 3098 | 3121 | 2929 |
| Para los censos de 1962 a 1999 la población legal corresponde a la población sin duplicidades (Fuente: INSEE [Consultar]) |      |      |      |      |      |